# Challenge de France féminin 2001-2002
Navigation
Édition suivante
Le Challenge de France féminin 2001-2002 est la 1re édition du Challenge de France féminin.
Il s'agit d'une compétition à élimination directe ouverte à tous les clubs de football français ayant une équipe féminine, organisée par la Fédération française de football (FFF) et ses ligues régionales.
La finale a eu lieu le 15 juin 2002 au Stade Léon Sausset à Tournon-sur-Rhône, et a été remporté par le Toulouse FC face au FC Lyon sur le score de deux buts à un.

## Déroulement de la compétition
| Nom                                                           | Dates retenues   | Équipes participantes | Équipes restantes |
| Phase régionale                                               | Phase régionale  | Phase régionale       | Phase régionale   |
| ------------------------------------------------------------- | ---------------- | --------------------- | ----------------- |
| Selon les ligues                                              | Selon les ligues | 372                   | 50                |
| Phase fédérale (entrée en lice des 30 équipes de National 1B) |                  |                       |                   |
| 1er tour fédéral                                              | 20 janvier 2002  | 80                    | 40                |
| 2e tour fédéral                                               | 10 février 2002  | 40                    | 20                |
| Phase finale (entrée en lice des 12 équipes de National 1A)   |                  |                       |                   |
| Seizièmes de finale                                           | 17 mars 2002     | 32                    | 16                |
| Huitièmes de finale                                           | 7 avril 2002     | 16                    | 8                 |
| Quarts de finale                                              | 21 avril 2002    | 8                     | 4                 |
| Demi-finales                                                  | 2 juin 2002      | 4                     | 2                 |
| Finale                                                        | 15 juin 2002     | 2                     | 1                 |

## Premier tour fédéral
Le premier tour fédéral est marqué par l'entrée en lice des 30 clubs de National 1B.

## Seizièmes de finale
Les seizièmes de finale sont marqués par l'entrée en lice des 12 clubs de National 1A qui rejoignent les 10 clubs de National 1B, les 3 clubs de division interrégionale, les 6 clubs de division d'honneur et l'ASC Joué-en-Touraine, le petit poucet, déjà qualifiés pour ce tour de la compétition.
Les rencontres ont lieu le week-end du 17 mars 2002 et sont marquées par la performance de l'ASC Joué-en-Touraine, le petit poucet de la compétition, qui élimine Le Mans UC, pensionnaire de National 1B.
| Date       | Club (division)                            | Score           | Club (division)                      |
| ---------- | ------------------------------------------ | --------------- | ------------------------------------ |
| 17/03/2002 | FCF Lioujas (Division Interrégionale)      | 0-5             | Toulouse FC (National 1A)            |
| 17/03/2002 | AS Breuil-le-Vert (Division d'Honneur)     | 2-11            | Saint-Brieuc FF (National 1A)        |
| 17/03/2002 | Paris SG (National 1A)                     | 3-1             | FCF Hénin-Beaumont (National 1B)     |
| 17/03/2002 | FCF Juvisy (National 1A)                   | 3-0             | USO Bruay-la-Buissière (National 1B) |
| 17/03/2002 | FC Domont (Division d'Honneur)             | 2-0             | AS Saint-Quentin (National 1B)       |
| 17/03/2002 | COM Bagneux (Division d'Honneur)           | 0-0 (Tab : 1-4) | US Compiègne (National 1B)           |
| 17/03/2002 | Colombes FC (Division d'Honneur)           | 0-4             | FCF Nord Allier Yzeure (National 1B) |
| 17/03/2002 | ASF Valentigney (Division d'Honneur)       | 0-8             | FC Lyon (National 1A)                |
| 17/03/2002 | Saint-Memmie Olympique (National 1A)       | 1-2             | SC Schiltigheim (National 1A)        |
| 17/03/2002 | ASC Joué-en-Touraine (Division inférieure) | 1-1 (Tab : 3-0) | Le Mans UC (National 1B)             |
| 17/03/2002 | ES Vitrolles (Division Interrégionale)     | 1-1 (Tab : 3-4) | FC Félines Saint-Cyr (National 1B)   |
| 17/03/2002 | Rodez AF (Division d'Honneur)              | 2-2 (Tab : 4-5) | FCF Monteux (National 1B)            |
| 17/03/2002 | Montpellier HSC (National 1A)              | 1-1 (Tab : 5-4) | Caluire SCSC (National 1A)           |
| 17/03/2002 | ESTC Poitiers (National 1B)                | 0-4             | ASJ Soyaux (National 1A)             |
| 17/03/2002 | Stade quimpérois (National 1B)             | 3-1             | FCE Arlac (Division Interrégionale)  |
| 17/03/2002 | ESOFV La Roche-sur-Yon (National 1A)       | 3-1             | Tours FC (National 1A)               |

## Huitièmes de finale
Lors des huitièmes de finale il ne reste plus que 9 clubs de National 1A accompagnés de 5 clubs de National 1B, du FC Domont, dernier représentant de division d'honneur et de l'ASC Joué-en-Touraine, le petit poucet de la compétition.
Les rencontres ont lieu le 7 avril 2002 à l'exception du match FC Lyon-FCF Nord Allier Yzeure qui a lieu la veille, et sont marquées par la performance du FCF Monteux, club de National 1B, qui élimine le Montpellier HSC, pensionnaire de National 1A.
| Date       | Club (division)                            | Score           | Club (division)                      |
| ---------- | ------------------------------------------ | --------------- | ------------------------------------ |
| 06/04/2002 | FC Lyon (National 1A)                      | 4-2             | FCF Nord Allier Yzeure (National 1B) |
| 07/04/2002 | ASC Joué-en-Touraine (Division inférieure) | 0-9             | Saint-Brieuc FF (National 1A)        |
| 07/04/2002 | FC Domont (Division d'Honneur)             | 2-4             | Stade quimpérois (National 1B)       |
| 07/04/2002 | ESOFV La Roche-sur-Yon (National 1A)       | 1-2             | Paris SG (National 1A)               |
| 07/04/2002 | Toulouse FC (National 1A)                  | 4-0             | ASJ Soyaux (National 1A)             |
| 07/04/2002 | SC Schiltigheim (National 1A)              | 2-2 (Tab : 5-3) | US Compiègne (National 1B)           |
| 07/04/2002 | FC Félines Saint-Cyr (National 1B)         | 0-1             | FCF Juvisy (National 1A)             |
| 07/04/2002 | FCF Monteux (National 1B)                  | 2-2 (Tab : 4-3) | Montpellier HSC (National 1A)        |

## Quarts de finale
Lors des quarts de finale il ne reste plus que 6 clubs de National 1A accompagnés de 2 clubs de National 1B.
À ce stade, les quatre favoris pour la victoire finale sont le FCF Juvisy, le Toulouse FC, le Paris SG et le FC Lyon, qui occupent les quatre premières places de National 1A.
Les rencontres ont lieu le week-end du 21 avril 2002 à l'exception du match Saint-Brieuc FF-FCF Monteux qui se joue la veille, et sont marquées par la grosse performance du Toulouse FC qui élimine le Paris SG sur ses terres, de manière assez nette.
| Date       | Club (division)                | Score | Club (division)               |
| ---------- | ------------------------------ | ----- | ----------------------------- |
| 20/04/2002 | Saint-Brieuc FF (National 1A)  | 2-1   | FCF Monteux (National 1B)     |
| 21/04/2002 | FCF Juvisy (National 1A)       | 6-2   | SC Schiltigheim (National 1A) |
| 21/04/2002 | Paris SG (National 1A)         | 0-3   | Toulouse FC (National 1A)     |
| 21/04/2002 | Stade quimpérois (National 1B) | 0-3   | FC Lyon (National 1A)         |

## Demi-finales
Lors des demi-finales il ne reste plus que quatre clubs de National 1A dans le dernier carré.
Les rencontres ont lieu le week-end du 2 juin 2002 et voient la qualification du FC Lyon face au Saint-Brieuc FF et du Toulouse FC dans une rencontre riche en buts face au FCF Juvisy.
| Date       | Club (division)           | Score | Club (division)               |
| ---------- | ------------------------- | ----- | ----------------------------- |
| 01/06/2002 | FC Lyon (National 1A)     | 3-0   | Saint-Brieuc FF (National 1A) |
| 02/06/2002 | Toulouse FC (National 1A) | 6-2   | FCF Juvisy (National 1A)      |

## Finale
La première finale de l'histoire de la compétition, oppose deux clubs de National 1A, le FC Lyon et le Toulouse FC.
| 15 juin 2002 | Toulouse FC                              | 2 - 1   | FC Lyon               | Stade Léon Sausset, Tournon-sur-Rhône      |                                            |
|              | 42e Lilas Traïkia · 79e Sandrine Rouquet | (1 - 0) | 67e Virginie Dessalle | Spectateurs : 800 Arbitrage : Noëlle Robin | Spectateurs : 800 Arbitrage : Noëlle Robin |
|              | Rapport                                  |         |                       | Spectateurs : 800 Arbitrage : Noëlle Robin | Spectateurs : 800 Arbitrage : Noëlle Robin |

| G                  | 1  | Céline Marty     |  |         |
| D                  | 2  | Emmanuelle Royer |  |         |
| D                  | 3  | Sabrina Viguier  |  |         |
| D                  | 4  | Élodie Woock     |  |         |
| D                  | 5  | Audrey Monicolle |  |         |
| M                  | 6  | Gaëlle Blouin    |  | 77e     |
| M                  | 7  | Marie-Ange Kramo |  |         |
| M                  | 8  | Karine Pavailler |  | 81e     |
| M                  | 10 | Céline Bonnet    |  |         |
| A                  | 9  | Lilas Traïkia    |  | 80e 80e |
| A                  | 11 | Sandrine Rouquet |  | 88e     |
| Remplacements :    |    |                  |  |         |
| M                  | X  | Gaëlle Maugeais  |  | 77e     |
| A                  | X  | Mélanie Briche   |  | 80e     |
| M                  | X  | Myriam Saïdi     |  | 81e     |
| Entraîneur :       |    |                  |  |         |
| Jean-Pierre Bonnet |    |                  |  |         |

| G               | 1  | Aurore Pegaz               |  |         |
| D               | 2  | Anne-Laure Casseleux       |  | 75e     |
| D               | 3  | Cécile Locatelli           |  |         |
| D               | 4  | Marianne Grangeon          |  |         |
| D               | 5  | Anne-Laure Perrot          |  | 60e     |
| M               | 6  | Emmanuelle Sykora          |  |         |
| M               | 7  | Virginie Dessalle          |  |         |
| M               | 8  | Carole Granjon             |  |         |
| M               | 10 | Valérie Dodille            |  | 81e     |
| A               | 9  | Séverine Creuzet-Laplantes |  |         |
| A               | 11 | Aurore Giraud              |  | 87e     |
| Remplacements : |    |                            |  |         |
| D               | X  | Sandrine Brétigny          |  | 60e 78e |
| M               | X  | Jennyfer Burlat            |  | 81e     |
| A               | X  | Gwenaëlle Pelé             |  | 87e     |
| Entraîneur :    |    |                            |  |         |
| Farid Benstiti  |    |                            |  |         |